# توفر غريس
توفر غرايس (بالإنجليزية: Topher Grace)‏ ممثل اميركي ولد في 12 يوليو 1978 في مدينة نيويورك. بدأ حياته الفنية في المسرحيات الغنائية في ولاية ماساشوستس. بعد أن لعب في المدرسة الثانوية مسرحيات مثل «قراصنة بنزانس» أو «جوزيف ومذهلة تكنيكولور». وفي عام 2000 بدأ طريقه على الشاشة الكبيرة مع دور صغير في فيلم الاتجار مع ستيفنسودربيرج، وانضم بعد ذلك إلى فيلم ابتسامة مونا ليزا (2003) مع جوليا روبرتس. وشهد عام 2007 نقطة التحول في حياته حين لعب دورا في الرجل العنكبوت 3 مع توبي ماجواير.

## حياته الشخصية
كان يدعى كريس بالمدرسة درس في ولاية ماساتشوستس لمدة عامين حيث بدأ مشواره ف التمثيل بالمسرحيات الغنائية مثل «قراصنة بنزانس» ثم حضر بجامعة جنوب كاليفورنيا ثم تركها ليبدأ مسيرته في عالم الفن والاستعراض بسن العشرين.

## أعماله
| اعمال                    | الدور            | سنة الانتاج |
| ------------------------ | ---------------- | ----------- |
| مهرطق                    | الشيخ كينيدي     | 2024        |
| BlacKkKlansman           | ديفيد دوك        | 2018        |
| Mississippi Requiem      |                  | 2018        |
| Under the Silver Lake    |                  | 2018        |
| The Institute            | فنسنت            | 2017        |
| Opening Night            | نيك              | 2016        |
| War Machine              | مات ليتل         | 2016        |
| Truth                    | مايك سميث        | 2015        |
| American Ultra           | أدريان جريس      | 2015        |
| 1 The Muppets            |                  | 2015        |
| Interstellar             | جيتى             | 2014        |
| Playing It Cool          | سكوت             | 2014        |
| The calling              | بن وينجات        | 2014        |
| The Big Wedding          | جارد جريفين      | 2013        |
| The Giant Mechanical Man | دوج              | 2012        |
| The Double               | بن جيري          | 2011        |
| Take Me Home Tonight     | مات فرانكلين     | 2011        |
| Predators                |                  | 2010        |
| Valentine's Day          | جايسون           | 2010        |
| Spider-Man 3             | فينوم / إدي بروك | 2007        |
| In Good Company          | كارتر            | 2004        |

## روابط خارجية
- توفر غريس على موقع IMDb (الإنجليزية)
- توفر غريس على موقع روتن توميتوز (الإنجليزية)
- توفر غريس على موقع ألو سيني (الفرنسية)
- توفر غريس على موقع تيرنر كلاسيك موفيز (الإنجليزية)
- توفر غريس على موقع أول موفي (الإنجليزية)
- توفر غريس على موقع بوكس أوفيس موجو (الإنجليزية)
- توفر غريس على موقع قاعدة بيانات الأفلام السويدية (السويدية)
- توفر غريس على موقع إن إن دي بي (الإنجليزية)
- توفر غريس على موقع قاعدة بيانات الفيلم (الإنجليزية)
- توفر غريس على موقع كينوبويسك (الروسية)